# Gribodia
Gribodia (лат.) — род одиночных ос (Eumeninae). Юго-Восточная Азия.

## Описание
Осы средних размеров (около 1 см). Основная окраска чёрная со светлыми отметинами. Взрослые самки охотятся на личинок насекомых, которые служат кормом для развития собственных личинок осы. От близких родов отличаются следующими признаками: формула щупиков 5:3; вершина головы самца иногда с крупной и глубокой впадиной; проподеум без выступающей части в виде полочки и с хорошо развитыми латеральными килями; метанотум угловатый, вторая субмаргинальная ячейка со второй возвратной жилкой почти или полностью интерстициальна по отношению к третьей субмаргинальной ячейке; тергиты I—V каждый с апикальной ламелью.

## Классификация
Род был выделен в 1912 году для вида Monobia cavifrons Gribodo, 1891. Род включают в состав подсемейства Eumeninae. Близок к родам Epsilon, Leptochilus, Stenodyneriellus.
- Gribodia confluenta (Smith, 1857)
  - =Odynerus confluentus Smith, 1857
  - =Monobia cavifrons Gribodo, 1891[6]
- Gribodia cupreipennis (Bingham, 1894)
- Gribodia guichardi Giordani Soika, 1974
- Gribodia javana Giordani Soika, 1974
- Gribodia nigra Nguyen & Xu, 2015[7]
- Gribodia punctatissima Giordani Soika, 1974[8]